# Upper Marlboro

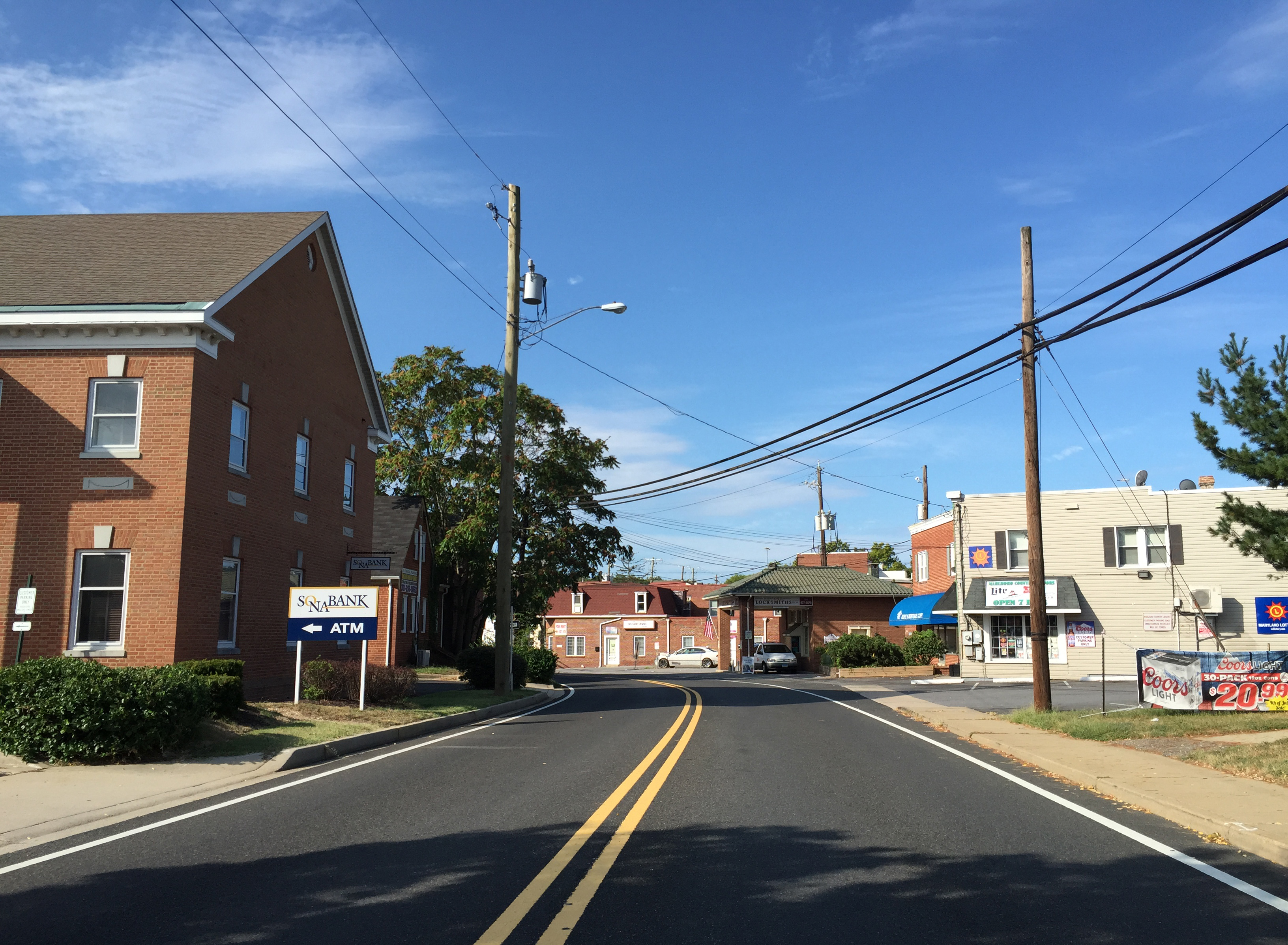
Main Street (Maryland State Route 725)

Upper Marlboro är en kommun (town) i den amerikanska delstaten Maryland med en yta av 1,1 km² och en folkmängd, som uppgår till 652 invånare (2020). Upper Marlboro är administrativ huvudort i Prince George's County.
Nöjesparken Six Flags America är belägen utanför staden.

## Kända personer från Upper Marlboro
- Richard Potts, politiker